# Калифорнийский дорожный патруль (фильм)
«Калифорнийский дорожный патруль» (англ. CHiPs) — комедийный боевик сценариста и режиссёра Дэкса Шепарда производства США на основе одноимённого телесериала 1977—1983 годов, созданного Риком Рознером. Съёмочный период начался 21 октября 2015 года в Лос-Анджелесе. Премьера фильма в США состоялась 24 марта 2017 года. Фильм получил негативные отзывы от критиков и собрал $26,8 млн по всему миру.

## Сюжет
Полицейские Джон Бейкер и Фрэнк Пончерелло вместе патрулируют улицы города на мотоциклах. Получив по рации сигнал от диспетчера, они отправляются на место происшествия, чтобы спасти жителей города от очередного преступника или опасного нарушителя. Казалось бы, их работа давно стала рутиной и потеряла все прелести, но абсолютная противоположность характеров напарников и их разные предпочтения во всем нередко ставят главных героев в нелепые и даже комичные ситуации. Кроме того, регулярно подшучивая друг на другом, друзья не забывают и о взаимовыручке.

## В ролях
- Майкл Пенья — Фрэнк «Понч» Пончерелло
- Дэкс Шепард — Джон Бейкер
- Джессика Макнэми — Линдси Тейлор
- Адам Броди — Клей Аллен
- Райан Хэнсен — Брайан Гривз
- Кристен Белл — Карен
- Джейми Бок — Лесли
- Джастин Чатвин — Рэймонд Рид Куртц-младший
- Исайя Уитлок-мл. — Питерсон, босс «Понча»
- Камерон Крус — Гейл
- Клей Каллен — Смит
- Винсент Д’Онофрио — Вик Браун
- Артуро дель Пуэрто — Карлос
- Джон Дафф — Барнс
- Меррин Данги — Джой Джексон
- Бекки Фельдман — Тина
- Вида Гуерра — Энн
- Карли Хаттер — агент Рот
- Ричард Т. Джонс — Пэриш
- Джейн Качмарек — Джейн Линдел, капитан полиции
- Мара Марини — Рене
- Дэвид Уэсли Марлоу — Cadet
- Эндрю Ховард — Арно
- Моника Падмен — Becky
- Келли Ричардсон — Келли
- Адам Родригес — Шамус
- Джесс Роулэнд — Рэтбан
- Майя Рудольф — сержант Эрнандес
- Роза Салазар — Ава
- Фил Тайлер — Купер
- Дэвид Кокнер — Пэт

## Критика
Фильм получил в основном негативные отзывы кинокритиков. На сайте Rotten Tomatoes фильм имеет рейтинг 15 % на основе 99 рецензий со средним баллом 3,6 из 10. На сайте Metacritic фильм имеет оценку 28 из 100 на основе 26 рецензий критиков, что соответствует статусу «в целом неблагоприятные отзывы». На сайте CinemaScore зрители дали фильму оценку B-, по шкале от A+ до F.